# فرودگاه دالوا
فرودگاه دالوا (به انگلیسی: Daloa Airport) یک فرودگاه با کد یاتا DJO است . این فرودگاه در شهر دالوا کشور ساحل عاج قرار دارد .